# Jean-François Steiert

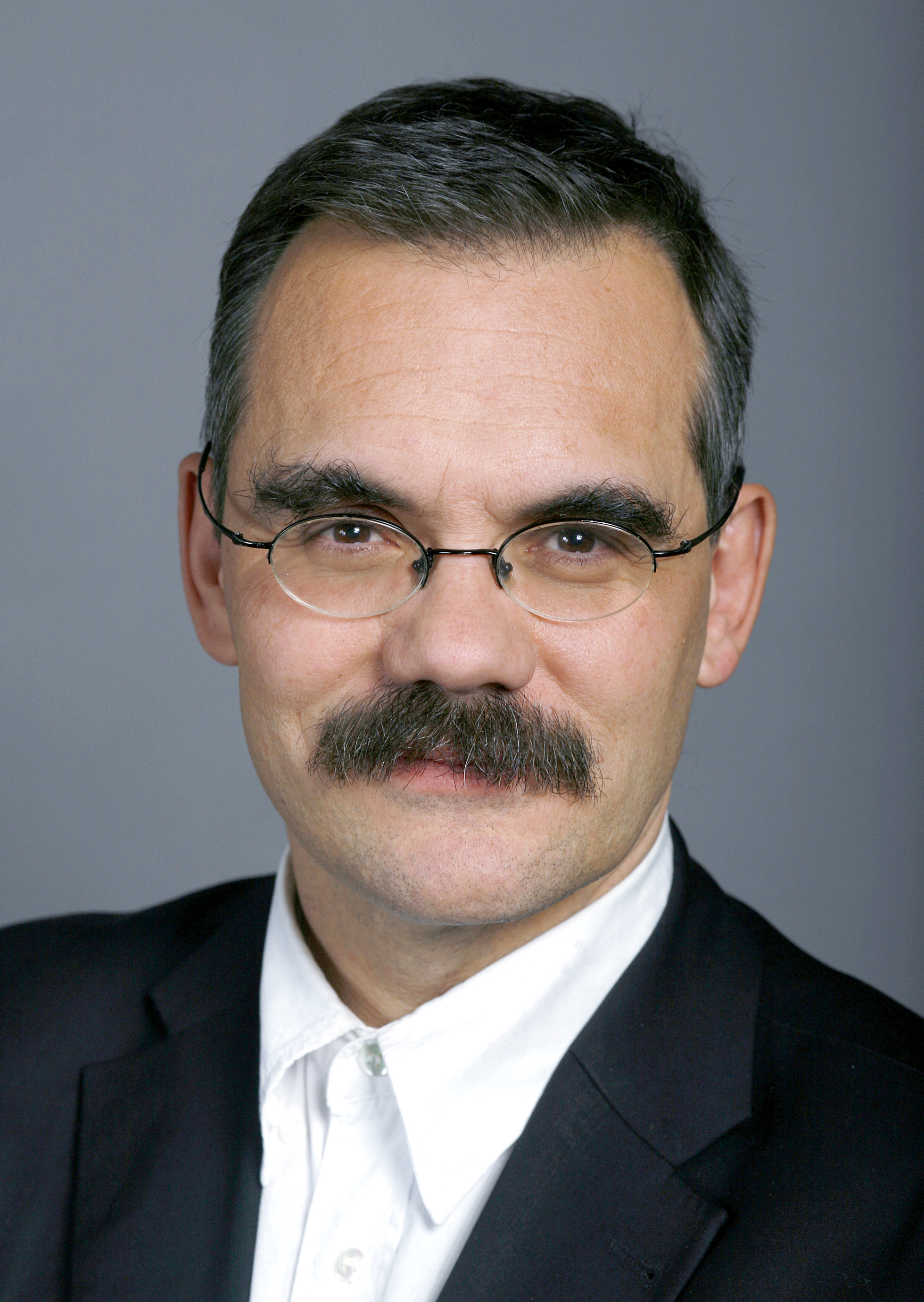
Jean-François Steiert

Jean-François Steiert  (* 7. Februar 1961 in Bern) ist ein Schweizer Politiker (SP) im Kanton Freiburg.
Jean-François Steiert besuchte von 1967 bis 1972 die Primarschule Maria Ward in Freiburg und wechselte dann für die Zeit von 1972 bis 1978 ans Gymnasium Kollegium St. Michael in derselben Stadt mit dem Abschluss Matura Typ C. Von 1978 bis 1989 studierte er an der Universität Freiburg im Hauptfach Schweizer Geschichte. In den Nebenfächern beschäftigte er sich mit Zeitgenössischer Geschichte und Kommunikationswissenschaften.
In der Schweizer Öffentlichkeit wurde er bekannt durch seine berufliche Tätigkeit bei der SP Schweiz: 1993–1998 als Zentralsekretär für Presse und Information der Partei, 1998–2000 als Generalsekretär der SP Schweiz sowie der SP-Fraktion der Bundesversammlung. Ab 2002 war Steiert als Delegierter für interkantonale Angelegenheiten der Waadtländer Erziehungsdirektion tätig.
Von Januar 2002 bis Dezember 2007 gehörte er dem Freiburger Grossen Rat an, nachdem er sich zuvor im Stadtfreiburger Parlament engagiert hatte. Nach dem Tod von Liliane Chappuis im Juni 2007 trat Steiert ihre Nachfolge im Nationalrat an.
Am 15. Juli 2011 übernahm er die Patenschaft für Ilja Wassiljewitsch, Teilnehmer an der Grossdemonstration am Wahlabend der Präsidentschaftswahl in Belarus 2010 und politischer Gefangener.
Im November 2016 wurde Steiert im zweiten Wahlgang in den Staatsrat, die Regierung des Kantons Freiburg, gewählt. Auf Anfang 2017 trat er aus dem Nationalrat zurück.